# سان جنارو وسوویانو
سان جنارو وسوویانو (به ایتالیایی: San Gennaro Vesuviano) یک کومونه در ایتالیا است که در استان ناپل واقع شده‌است. سان جنارو وسوویانو ۱۱٬۹۶۶ نفر جمعیت دارد و ۵۶ متر بالاتر از سطح دریا واقع شده‌است.